# Taceddin Ahmedi
Taj ad-Dīn İbrahim ibn Hizr Ahmedi (1334 – 1413) è stato un poeta ottomano, considerato uno dei più grandi poeti anatolici del XIV secolo.
Nato in Anatolia, da giovane andò a studiare con Akmal al-Din al-Babarti al Cairo. Protetto dall'emiro di Germiyan, Süleyman Şah (1367-1386).
Da giovane, visitò la corte di Bayezid I, e partecipò alla battaglia di Ancyra, dove incontrò e scrisse un Qaṣīda a Timur. Dopo la morte di Bayezid, dedicò la sua opera "İskendernāme" a Solimano Çelebi. Modellato sulle opere di Nizami Ganjavi in 8 000 distici, Ahmedi utilizza lo schema delle conquiste di Alessandro Magno per offrire discorsi di filosofia, teologia e storia. Dopo la morte del suo patrono, fu alle dipendenze di Mehmet I fino alla sua morte nel 1413.